# Wilga (wieś)
Wilga – wieś sołecka (dawniej miasto) w Polsce położona w województwie mazowieckim, w powiecie garwolińskim, siedziba gminy Wilga.
| SIMC    | Nazwa         | Rodzaj    |
| ------- | ------------- | --------- |
| 1054682 | Kolonia Wilga | część wsi |
| 1054699 | Wilga-Łąki    | część wsi |
| 1054707 | Zagroda       | część wsi |

Wilga uzyskała lokację miejską w 1554 roku, zdegradowana przed 1700 rokiem.
W latach 1975–1998 miejscowość położona była w województwie siedleckim.
Miejscowość jest siedzibą rzymskokatolickiej parafii Wniebowzięcia Najświętszej Maryi Panny.

## Nazwa
Nazwa miejscowości pojawia się w średniowiecznych zapiskach jako Wilka w 1407, Vilka w 1415, Wilka w 1416, de Wilcza w 1425, Vylka w 1440 i 1502. Brzmiała ona niegdyś Wilka. Pochodzi od rzeki Wilgi, mającej w pobliżu ujście do Wisły. W nazwie rzeki, od około 100 lat, znajduje się ten sam człon jak w wyrazie wilgoć.
Ponieważ przed 200 laty i wcześniej rzeka Wilga nazywała się: Wilka, Wielka Wilcza, Wilcza, Wilca współczesne odniesienie nazwy zarówno miejscowości Wilga, jak i rzeki Wilga do wilgoci wydaje się nieuzasadnione.

## Historia
Pierwsze wzmianki o Wildze pochodzą z XIII wieku. W XIV wieku należała do rodu Wilckich herbu Topór. W 1407 roku ufundowana została we wsi parafia. W roku 1534 (1554) Wilga uzyskała prawa miejskie, które straciła w połowie XVII wieku na skutek upadku gospodarczego.
W latach międzywojennych odkryto walory letniskowe wsi za sprawą hrabiego Stanisława Kostki Rostworowskiego. Od tamtej pory nastąpił rozwój osiedla wypoczynkowego w Wildze. W sierpniu 1944 roku w okolicach Wilgi toczyły się boje o tzw. przyczółek warecko-magnuszewski.
Podczas II wojny światowej na terenie osiedla znajdowały się obozy pracy dla Żydów i jeńców radzieckich, którzy byli zatrudnieni przy budowie wałów rzeki Wilga. Najprawdopodobniej byli oni rozstrzeliwani na terenie przyległym do dzisiejszego ośrodka MSW. Rozstrzelano tam także grupę kobiet i dzieci żydowskich, które koczowały na zewnątrz obozu w lesie. Groby te nie są dotychczas oznaczone. W 1944 roku na obrzeżach Wilgi znajdował się szpital radziecki. Zmarłych chowano w niedużej odległości od szpitala. Po wojnie zmarłych częściowo /tylko czaszki/ przewieziono na cmentarz wojenny w Garwolinie. Groby z czasów wojny nie są oznakowane.
Po wojnie dalszy rozwój letniska – swoje ośrodki wypoczynkowe miały tu liczne warszawskie zakłady pracy.

## Ośrodek Buddyzmu Tybetańskiego Jungdrung Bön
W jednym z ośrodków wypoczynkowych koło wsi Wilga znajduje się ośrodek o nazwie Cziamma Ling tybetańskiej religii Bön należący do Związku Garuda w Polsce. Głównym celem istnienia ośrodka jest zapewnienie odpowiedniego miejsca i jak najlepszych warunków do nauczania i praktykowania nauk dzogczen oraz innych nauk Bön. W tym centrum medytacyjnym znajdują się gompa, stupa, domki odosobnieniowe, oraz inne obiekty religijne.